# Teetet de la Lòcrida
Teetet (en grec antic: Θεαίτητος, llatí: Theaetetus) fou un filòsof pitagòric grec que va viure probablement al segle V aC. Se suposa que era nascut a la Lòcrida.
És considerat el legislador dels locris, segons Iàmblic, (Vit. Pyth. 30) i Fabricius, (Bibl. Graec. vol. 1. p. 876, vol. 2. p. 38.).